# 솔라시티

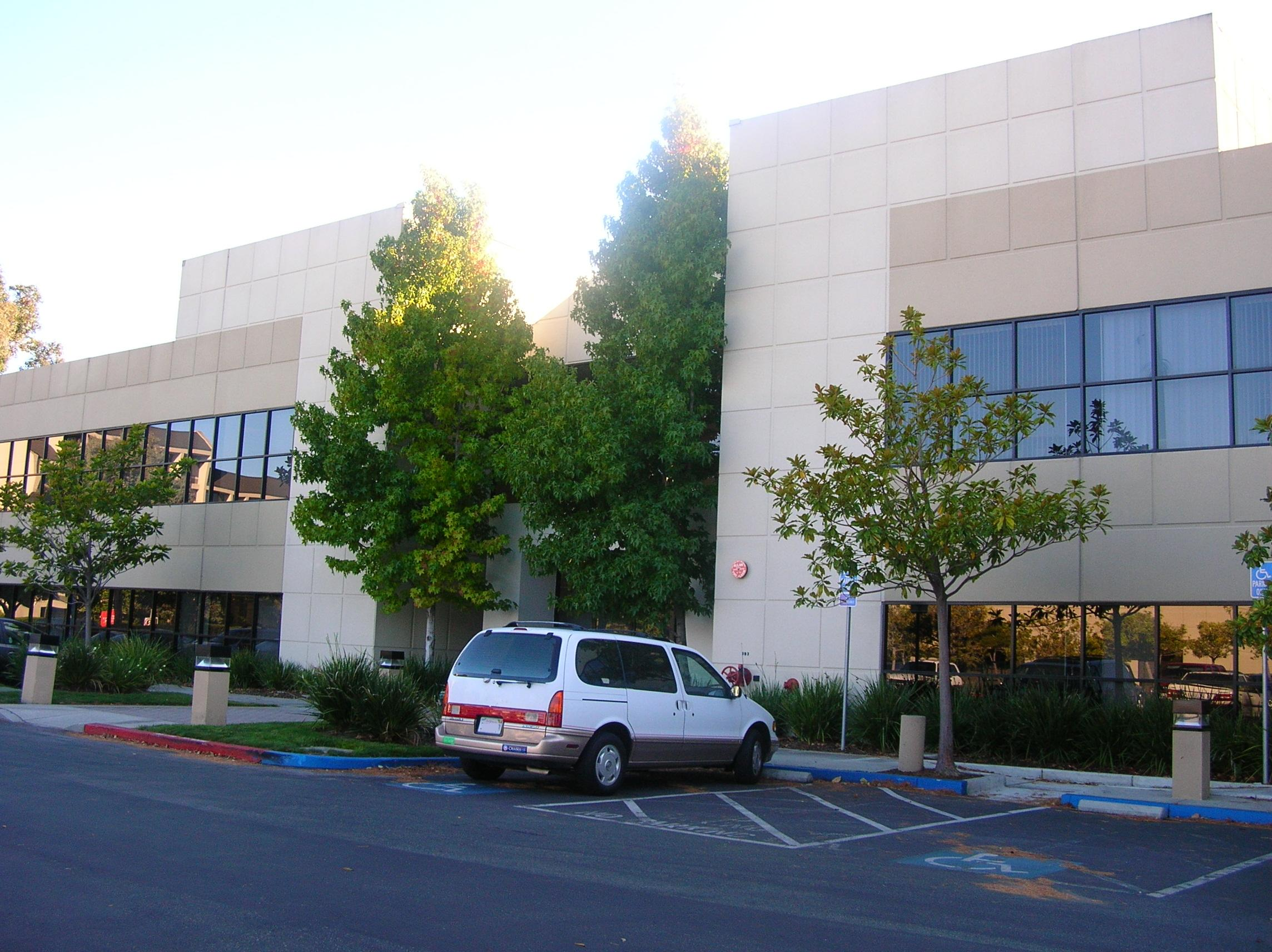

솔라시티(SolarCity)는 테슬라의 자회사로 태양 에너지 서비스에 특화된 기업이다. 미국 캘리포니아주 샌머테이오에 본사를 두고 있다.
2006년 일론 머스크 테슬라 CEO의 사촌인 린든 라이브와 피터 라이브가 설립한 회사이며, 2016년 테슬라에 인수되었다.
인수 당시, 29억 달러라는 부채 때문에 많은 비난을 샀었다. 테슬라가 솔라시티를 인수한 이유는 '태양 에너지로 움직이는 자동차를 만들기 위함'이라 한다.

## 같이 보기
- 충전소
- 효율적인 에너지 이용